# After Dark (альбом Мэриэн Макпартлэнд)
After Dark — студийный альбом британской и американской джазовой пианистки Мэриэн Макпартлэнд, выпущенный в 1956 году на лейбле Capitol Records. Макпартлэнд записала его со своим постоянным трио, состоящим из басиста Билла Кроу и барабанщика Джо Морелло, в некоторых номерах к ним присоединяются арфистки Бетти Глэйман или Маргарет Росс, а также виолончелист Люсьен Шмит.

## Отзывы критиков
| Оценки критиков | Оценки критиков |
| Источник        | Оценка          |
| --------------- | --------------- |
| AllMusic        | [ 2 ]           |

Рецензент журнала Billboard обнаружил в Макпартлэнд нечто волшебное, и, по его мнению, это великолепное чувство переполняет её на этом стильном, элегантном и со вкусом подобранном диске.
В ретроспективном обзоре для AllMusic Кен Драйден среди ярких моментов альбома отметил роскошную версию «Chelsea Bridge», энергичные трио-версии «I Could Write a Book» и «Struttin’ with Some Barbecue», а также интригующую игру на арфе в ранней версии бессмертной песни «I’ll Be Around». «Все песни выдержали испытание временем, даже если некоторые из них уже не так популярны», — заключил автор.

## Список композиций
1. «Poor Little Rich Girl» (Ноэл Кауард) — 2:26
2. «Chelsea Bridge» (Билли Стрейхорн) — 2:48
3. «I Could Write a Book» (Ричард Роджерс, Лоренц Харт) — 3:04
4. «For All We Know» (Дж. Фред Кутс, Сэм М. Льюис) — 5:33
5. «Sand in My Shoes» (Фрэнк Лессер, Виктор Шерзингер) — 2:28
6. «Struttin’ with Some Barbecue» (Луи Армстронг) — 3:01
7. «Easy Come, Easy Go» (Эдвард Хейман, Джонни Грин) — 3:18
8. «Falling in Love with Love» (Ричард Роджерс, Лоренц Харт) — 4:59
9. «If I Love Again» (Бен Оукленд, Джон Мюррей) — 3:36
10. «Royal Garden Blues» (Клэренс Уильямс, Спенсер Уильямс) — 2:52
11. «I’ll Be Around» (Алек Уайлдер) — 3:24
12. «Everything But You» (Дон Джордж, Дюк Эллингтон, Гарри Джеймс) — 4:10

## Участники записи
- Мэриан Макпартлэнд — фортепиано
- Билл Кроу — басс
- Джо Морелло — ударные
- Маргарет Росс — арфа (треки 1, 9, 11)
- Бетти Глэйман — арфа (треки 2, 4, 5, 7)
- Люсьен Шмит — виолончель

Все данные взяты из примечаний к альбому.